# Kitzur Xulhan Arukh
El Kitzur Xulhan Arukh (en hebreu: קיצור שולחן ערוך) va ser publicat per primera vegada en 1864, l'obra és un resum del Xulhan Arukh del Rabí Joseph Caro, amb referències a comentaris rabínics posteriors.